# Дикая лига
«Дикая ли́га» — российская спортивная драма 2019 года режиссёров Андрея Богатырёва и Арта Камачо.
Сюжет придуман и разработан Романом Владыкиным.  
Фильм создан продюсерским центром «Новое Время» и кинокомпанией «Союз Маринс Групп».
Выход в широкий прокат состоялся 24 октября 2019 года.

## Сюжет
Бурлак Варлам (Владимир Яглыч) ради возлюбленной решает оставить родину и отправляется вместе с ней (Аделина Гиззатулина) в Москву. Средств к пропитанию нет. Случайно к нему подходит сомнительный человек и предлагает подраться против англичан: стенка на стенку. Варлам соглашается. Предводитель англичан (звезда шотландского кинематографа Эдриен Пол) смеется над Варламом. Драка все ставит на свои места. Одним ударом ноги Варлам посылает тяжеленный чугунный котел прямо в голову одного из англичан. Паркер оценил не столько силу Варлама, сколько его умение играть ногами. Параллельно на рынке оказываются известный московский меценат, купец и фабрикант Родион Балашов (Дмитрий Назаров) и его помощник Яшка (Иван Охлобыстин). Балашов с удовольствием смотрит на драку. 
Паркер предлагает Варламу попытать свои силы в футболе. При поддержке Родиона Балашова он организует первую в историю русскую футбольную команду.

## В ролях
| Актёр                         | Роль                  |
| ----------------------------- | --------------------- |
| Владимир Яглыч                | бурлак Варлам         |
| Аделина Голубенко-Гизатуллина | Малика                |
| Иван Охлобыстин               | Яша                   |
| Дмитрий Назаров               | Родион Балашов        |
| Евгений Коряковский           | Сатана                |
| Олеся Судзиловская            | Элис                  |
| Эдриан Пол                    | Паркер                |
| Вилен Бабичев                 | Русский кулачный боец |
| Уильям Шокли                  | Джонс                 |
| Станислав Тикунов             | князь Михаил          |
| Анатолий Гущин                | Филимон               |